# Ріо Харьянто
Ріо Харьянто (нар. 22 січня 1993, Суракарта, Індонезія) — індонезійський автогонщик. В 2016 році виступав за Manor Racing MRT у Формулі-1, проте провів лише 12 гонок після чого його замінили через відсутність фінансової підтримки з боку спонсорів. Ріо є першим і єдиним пілотом Ф-1 з Індонезії.

## Кар'єра

### Азійські серії
Харьянто розпочав свою спортивну кар'єру в 2008 році, він брав участь відразу у трьох серіях: Азійській Формулі Рено, Формулі Азії 2.0 та Формулі БМВ Тихого океану. Найбільш успішним він був в Азійській Формулі, де виграв дві гонки, і у підсумку посів третє місце у чемпіонаті.
У 2009 році Ріо знову брав участь у кількох серіях, зокрема у Австралійському чемпіонаті та в Азійській Формулі Рено. Але основу уваги він зосередив на тихоокеанській Формулі БМВ, де виграв 11 з 15 гонок.

### GP3
У 2010 році Ріо Харьянто дебютував у серії GP3. Вже в першому сезоні він виграв гонку в Стамбулі, а також завоював два подіуми. Це дозволило йому посісти 5 місце в чемпіонаті. У 2011 році Ріо виграв дві гонки, і обидві під дощем, але загалом сезон виявився гіршим, у результаті Харьянто фінішував сьомим.

### Auto GP
Паралельно з виступами в GP3 Ріо брав участь у серії Auto GP у складі команди DAMS. У цій серії у його активі одна перемога, та сьоме місце у особистому заліку пілотів, а його команда змогла виграти командні змагання.

### GP2
Харьянто дебютував у GP2 в 2011 році у складі команди DAMS в незаліковій гонці в Абу-Дабі. А в 2012 році він вже провів повний сезон у складі команди Carlin. Перший сезон був не дуже успішний, до активу Ріо можна було занести лише один поул у Спа, який він завоював у вологих умовах. Найкращим результатом у гонках було п'яте місце. Загалом Ріо посів 14 місце в заліку пілотів.
У 2013 році Харьянто виступав за Barwa Addax Team. Тут йому вдалося завоювати свій перший подіум, але справи в чемпіонаті складалися гірше ніж минулого сезону, у результатів лише 19 місце.
У 2014 році у складі EQ8 Caterham Racing Ріо завоював свій другий подіум у серії. Який став для нього єдиним у сезоні, у підсумку 28 залікових очок і 15 місце.
У 2015 році Ріо виступав за Campos Racing, сезон склався досить успішно: 3 перемоги та ще два подіуми. У підсумки 138 очок, і четверте підсумкове місце в чемпіонаті.

### Формула-1
Харьянто співпрацював із командою Virgin Racing/Marussia F1/Manor, ще з 2010 року. Вже першого ж сезону він виборов право взяти участь у вільних заїздах в Абу-Дабі. Маючи проблеми з авто він посів 13 місце. У 2011 році йому не вдалося досягти такого ж успіху.
У 2012 році Ріо взяв участь у тестах молодих пілотів, де зміг відкатати 300 кілометрів, які потрібні для отримання суперліцензії.

#### Manor (2016–)
18 лютого 2016 року було оголошено що Харьянто стане бойовим пілотом команди Manor Racing у 2016 році. Його дебют відбувся 18 березня 2016 року на Гран-прі Австралії. Першу практику він закінчив на 19 місці, а другу на 14-му. Під часу третьої практики він потрапив до аварії на піт-лейні зіткнувшись із Роменом Грожаном, у результаті його було покарано штрафом у три позиції на стартовій решітці, та двома штрафними очками. У дебютній гонці Харьянто зійшов на 18 колі.
10 серпня 2016 року було оголошено, що Ріо Харьянто продовжить виступи в команді у статусі резервного пілота, через відсутність спонсорської підтримки.